# Моят чичо Бенжамен
„Моят чичо Бенжамен“ (на френски: Mon oncle Benjamin) е френска филм от 1969 г., комедия на режисьора Едуар Молинаро по негов сценарий в съавторство с Марина Чиконя и Андре Куто, базиран на едноименния роман на Клод Тилие от 1843 година. В главните роли участват Жак Брел и Клод Жад.

## Сюжет
Бенжамен (Жак Брел) един много симпатичен лекар с неизменно червено облекло. Този лекар много обича да Манет (Клод Жад), лекува дъщерята на кръчмаря, но въпреки това няма нищо против да я полекуват малко. Манет обаче изисква Бенджамин да се ожени за нея. А сестрата на Бенджамин Бетин иска да го омъжи за дъщеря на друг лекар.

## В ролите
| Изпълнител     | Роля                              |
| -------------- | --------------------------------- |
| Жак Брел       | Бенжамен                          |
| Клод Жад       | Манет                             |
| Бернар Алан    | Хектор                            |
| Лин Шардоне    | Арабел                            |
| Пол Франкьор   | Минсит, бащата на Арабел          |
| Робър Далбан   | ханджия Жан-Пиер, бащата на Манет |
| Бернар Блие    | Маркиз                            |
| Пол Пребоа     | Парлента                          |
| Арман Местрал  | Машекур                           |
| Даниела Сурина | Маркиза на Камбиза                |

## Любопитно
- Едуар Молинаро иска да наеме Клод Жад за ролята на Арабел, дъщерята на стария лекар. Но Клод Жад настоява да играе ролята на Манет.
- Георгий Данелия също има филм по романа на Клод Тилие „Моят чичо Бенжамен“, но със заглавие „Не тъгувай!“ („Не горюй!“, 1969 г.)